# Ben Benson
Benjamin Benson (Boston, 1915 – New York, 1959) è stato uno scrittore statunitense.

## Opere

### Romanzi con Ralph Lindsey
- The Venus Death, 1953
  - Il caso Venus, Il Giallo Mondadori n. 346, 1955
  - Il caso Venus, I Classici del Giallo Mondadori n. 10, 1967
- The Girl in the Cage, 1954
  - Mani in alto, Il Giallo Mondadori n.357
- Broken Shield, 1955
- The Silver Cobweb, 1955
  - La ragnatela d'argento, Serie gialla n. 88, Garzanti, 1956
- The Running Man, 1957
- The End of Violence, 1959
- Seven Steps East, 1959
  - Sette passi dalla fine, Il Giallo Mondadori n. 605, 1960

### Romanzi con Wade Paris
- Alibi at Dusk,1951
  - Alibi al tramonto, Il Giallo Mondadori n.342
  - Alibi al tramonto, I Capolavori del Giallo Mondadori n.196
  - Alibi al tramonto, I Classici del Giallo Mondadori n. 290
- Beware the Pale Horse, 1951
  - L'ispettore Paris, Il Giallo Mondadori n.226
- Lily in Her Coffin, 1952
- Stamped for Murder, 1952
  - Vittima al rogo, Il Giallo Mondadori n. 361
- Target in Taffeta, 1953
- The Burning Fuse, 1954
  - Una bomba per Wade Paris, I Capolavori del Giallo Mondadori n.301
- The Ninth Hour, 1956
- The Affair of the Exotic Dancer, 1958
- The Blonde in Black, 1958
- The Huntress Is Dead, 1960[1]
  - Assassinio per procura, Il Giallo Mondadori n.661

### Altre opere
- The Black Mirror, 1957
- The Frightened Ladies, 1960[2]